# سلاحف النينجا (مسلسل 2012)
سلاحف النينجا (Teenage Mutant Ninja Turtles تينيج ميوتانت نينجا تيرتلز) هو اسم مسلسل رسوم متحركة من إنتاج نكلوديون مقتبس عن سلسلة القصص المصورة سلاحف النينجا من تأليف كيفن إيستمان وبيتر ليرد وعرض المسلسل في العالم العربي دُبلج إلى العربية العامية وعرض على قناة إم بي سي 3 اول مره سنة 2013.

## الشخصيّات

### الأبطال
- ليوناردو (Leonardo)

للاختصار "ليو" هو قائد فريق السّلاحف، وأكبرهم.
ليوناردو يرتدي قناعًا أزرقًا وهو مقاتل بارع بالسيف وخبير في أساليب النينجا، كما أنه العضو الوحيد القادر على استخدام أسلوب العلاج "اليدان الشافية".
- مؤدّي الصّوت: جيسن بيغز (الموسم الأول ومعظم الموسم الثاني)، دومينيك كاترامبون (بقية الموسم الثاني)، سيث غرين (الموسم الثالث)
- المدبلج العربيّ: بديع أبو شقرا
- دوناتيلو (Donatello)

للاختصار "دوني" هو الابن الأوسط، والمسؤول عن تصنيع معدّات الفريق.
دوناتيلو يرتدي قناعًا أرجوانيًّا ويقاتل بعصا تخرج نصلًا من أحد أطرافها، كما أنه خبير بالاختراق وبأي علم آخر تقريبًا.
- مؤدّي الصّوت: روب بولسن
- المدبلج العربيّ: فؤاد شمص
- رافائيل (Raphael)

للاختصار "راف" هو الابن الثاني بعد ليوناردو.
رافائيل يرتدي قناعًا أحمرًا ولديه كسر على صدفته الأماميّة، يعرف رافائيل بالغضب ويقاتل باستخدام ساي.
- مؤدّي الصّوت: شون أستين
- المدبلج العربيّ: فادي الرفاعي
- مايكل أنجلو (Michelangelo)

للاختصار "مايكي" هو الابن الأصغر وأكبر محبّ للبيتزا.
مايكل أنجلو يرتدي قناعًا برتقاليًّا ويقاتل بنتشاكو، معروف بشخصيّته المرحة والطفوليّة.
- مؤدّي الصّوت: جريج سيبس
- المدبلج العربيّ: عبدو حكيم
- سبلنتر (Splinter)

هاماتو يوشي هو الابن الوحيد لهاماتو يوتا والخليفة لعشيرة هاماتو، وهو معلّم السلاحف وأبوهم بالتبنّي.
بعد موت زوجته في قتاله مع شريدر سافر يوشي لنيويورك، وفي طريقة بعد شراء أربعة سلاحف قابل الكرانج ما أدّى لانسكاب السائل المحوّل عليه ليحوّل لجرذ عملاق.
- مؤدّي الصّوت: هون لي
- المدبلج العربيّ: حسن حمدان
- آبرل أونيل (April O'Neil)

آبرل هي رفيقة السلاحف وتلميذة سبلنتر.
قابلت آبرل السلاحف بعد خطف الكرانج لها ولوالدها وانقاذهم لهما. في حين خروج السلاحف للقتال آبرل تتدرّب مع سبلنتر لتصبح مقاتلة.
- مؤدّية الصّوت: مي وايتمان
- المدبلجة العربيّة: إيمان بيطار
- كاسي جونز (Casey Jones)

كاسي هو لاعب هوكي وزميل آبرل الدراسي.
بعد رؤيته لحال مدينته يقرّر كاسي ارتداء القناع ومقاتلة الأشرار بنفسه.
- مؤدّي الصّوت: جوش بيك
- المدبلج العربيّ: فؤاد شمص

### الأشرار
- شريدر (Shredder)
  - مؤدّي الصّوت: كيفن مايكل ريتشاردسون
  - المدبلج العربي: محمد شرشابي (صوت اول)
  - ناجي شامل (صوت ثاني)
- باكستر ستوكمان (Baxter Stockman)
  - مؤدّي الصّوت: فيل لامار
  - المدبلج العربيّ: عبدو حكيم
- كريس برادفورد (Chris Bradford)/دوغباوند (Dogpound)/رازار (Rahzar)
  - مؤدّي الصّوت: كلانسي براون
  - المدبلج العربيّ:
- زيفر مونتيس (Xever Montes)/فيشفيس (Fishface)
  - مؤدّي الصّوت: كريستيان لانز
  - المدبلج العربيّ:
- كرانج (Krang)
  - مؤدّي الصّوت: نولان نورث
  - المدبلج العربيّ: عبدو حكيم
- تايغر كلو (Tiger Claw)
  - مؤدّي الصّوت: إريك بوذا
  - المدبلج العربيّ:
- أنتون زيك (Anton Zeck)/بيبوب (Bebop)
  - مؤدّي الصّوت: جاي بي سموف
  - المدبلج العربيّ:
- إيفان ستيرانكو (Ivan Steranko)/روكستيدي (Rocksteady)
  - مؤدّي الصّوت: فريد تاتاشور
  - المدبلج العربيّ:

### شخصيات أخرى
- السيد أونيل (Mr. O'Neil)
  - مؤدّي الصّوت: كيث سيلفرستين
  - المدبلج العربيّ:
- كاراي (Karai)
  - مؤدّية الصّوت: كيلي هو
  - المدبلجة العربيّة: إيمان بيطار

## الحلقات والمواسم
انظر أيضا: قائمة حلقات سلاحف النينجا (مسلسل 2012)
- الموسم 1 : يتألف من 26 حلقة بدأ عرضه في 2012 واستمر حتى 2013
- الموسم 2 : يتألف من 26 حلقة بدأ عرضه في 2013 واستمر حتى 2014
- الموسم 3 : يتألف من 26 حلقة بدأ عرضه في 2014 واستمر حتى 2015
- الموسم 4 : يتألف من 26 حلقة بدأ عرضه في 2015 واستمر حتى 2017
- الموسم 5 : يتألف من 20 حلقة بدأ عرضه في مارس 2017 واستمر حتى نوفمبر 2017

## وصلات خارجية
- سلاحف النينجا على موقع IMDb (الإنجليزية)
- سلاحف النينجا على موقع روتن توميتوز (الإنجليزية)
- سلاحف النينجا على موقع روتن توميتوز (الإنجليزية)
- سلاحف النينجا على موقع كينوبويسك (الروسية)
- سلاحف النينجا على موقع ألو سيني (الفرنسية)
- سلاحف النينجا على موقع قاعدة بيانات الفيلم (الإنجليزية)